# خليج ميرسر كريك
خليج ميرسر كريك (بالإنجليزية: Mercers Creek Bay) (سابقا خليج بلفاست) هو أحد خلجان أنتيغوا. يقع في شمال شرقي الجزيرة، وعلى ضفافه، تقع مستوطنات ويليكيس وسيتون.

## الجغرافيا
يبعد الخليج عن العاصمة، سانت جونز، بـ 14 كيلومترا. تشكل جزيرة كرامب وبعض الجزر الأخرى، حاجزا طبيعيا يحمي المستوطنات من أمواج المحيط الأطلسي.